# Танганьїка (держава)
Танганьї́ка (англ. Tanganyika) — назва східноафриканської території, у 9 грудня 1961 — 26 квітня 1964 рр. і незалежної держави, що існувала у районі Африканського Міжозер'я, зокрема між найбільшими озерами Вікторія, Ньяса (Малаві) і Танганьїка. Названа на честь останнього.

## Історична довідка
У XIX ст. Танганьїка була частиною німецької колонії Німецька Східна Африка.
Під час Першої світової війни територія Танганьїки окупована Великою Британією і згідно з Версальською мирною угодою 1919 року до неї відійшла.

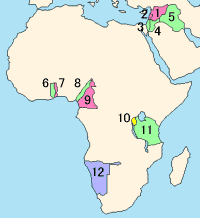
На мапі Африки Танганьїка позначена цифрою «11»

У період з 22 липня 1922 року Танганьїка була підмандатною територією Ліги Націй під управлінням Великої Британії; з 11 грудня 1946 року британська Танганьїка — під опікою ООН.
9 грудня 1961 року Танганьїка здобула незалежність як конституційна монархія, а рівно через рік — 9 грудня 1962 року, було проголошено Республіку Танганьїку в складі Британської Співдружності.
26 квітня 1964 року Танганьїка і Занзібар утворили спільну державу — Об'єднану Республіку Танганьїка і Занзібар (з 29 жовтня 1964 року Об'єднана Республіка Танзанія).

## Вживання назвиТанганьїка
Нині Танганьїкою, крім озера, часто називають континентальну частину Танзанії. Сама ж назва Танзанія утворена від складання початкових частин складових країни — Танганьїка + Занзібар.
Сучасне вживання терміна Танганьїка по відношенню до Танзанії є анахронізмом і неполіткоректністю, у крайньому разі може стосуватися виключно материкової частини держави.

## Джерело
- Патлажан Ю. І. Танзанія, Українська радянська енциклопедія : у 12 т. / гол. ред. М. П. Бажан ; редкол.: О. К. Антонов та ін. — 2-ге вид. — К. : Головна редакція УРЕ, 1974–1985., Том 11. кн.1., К., 1964, стор. 133—134